# 1614
1614 (MDCXIV) byl rok, který dle gregoriánského kalendáře započal středou.

## Události
- ve Francii byly svolány generální stavy
- 19. listopadu začalo v Japonsku zimní obléhání Ósaky šógunátními silami, které skončilo 22. ledna následujícího roku
- Václav Budovec z Budova vydal Antialkorán
- Kateřina z Valdštejna potvrdila městu Třebíč Augsburskou konfesi.

### Probíhající události
- 1568–1648 – Nizozemská revoluce
- 1568–1648 – Osmdesátiletá válka
- 1609–1618 – Rusko-polská válka

## Narození

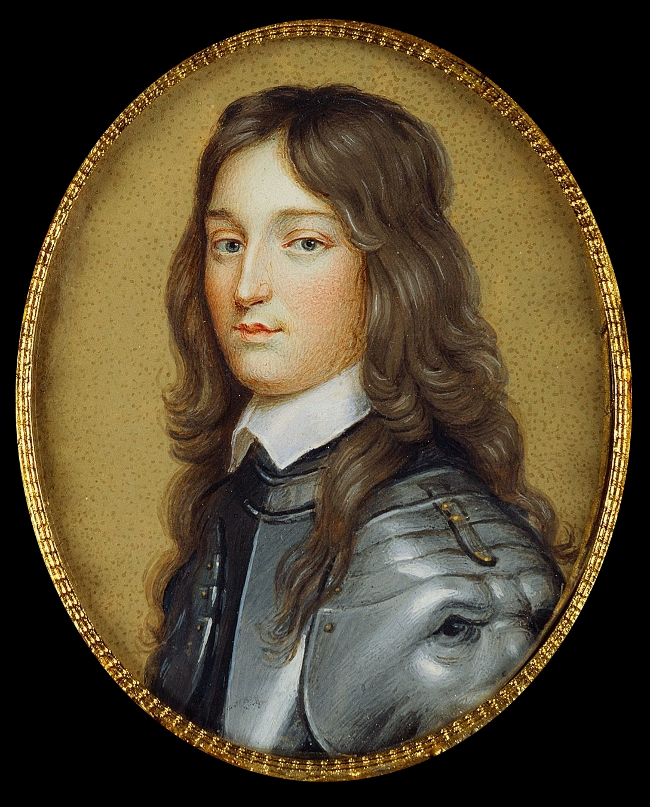
Jindřich Fridrich Falcký (* 1. ledna)

### Česko
- 01. ledna – Jindřich Fridrich Falcký, syn českého krále Fridricha Falckého († 17. ledna 1629)
- 20. srpna – Bernard Ignác Jan z Martinic, šlechtic a politik z významného rodu Martiniců († 7. ledna 1685)
- 09. října – Kryštof Ferdinand Popel z Lobkowicz, příslušník bílinské větve šlechtického rodu Lobkoviců († 4. července 1658)
- neznámé datum
  - Abraham Stolz, pražský dvorní truhlář († 1680)

#### Svět

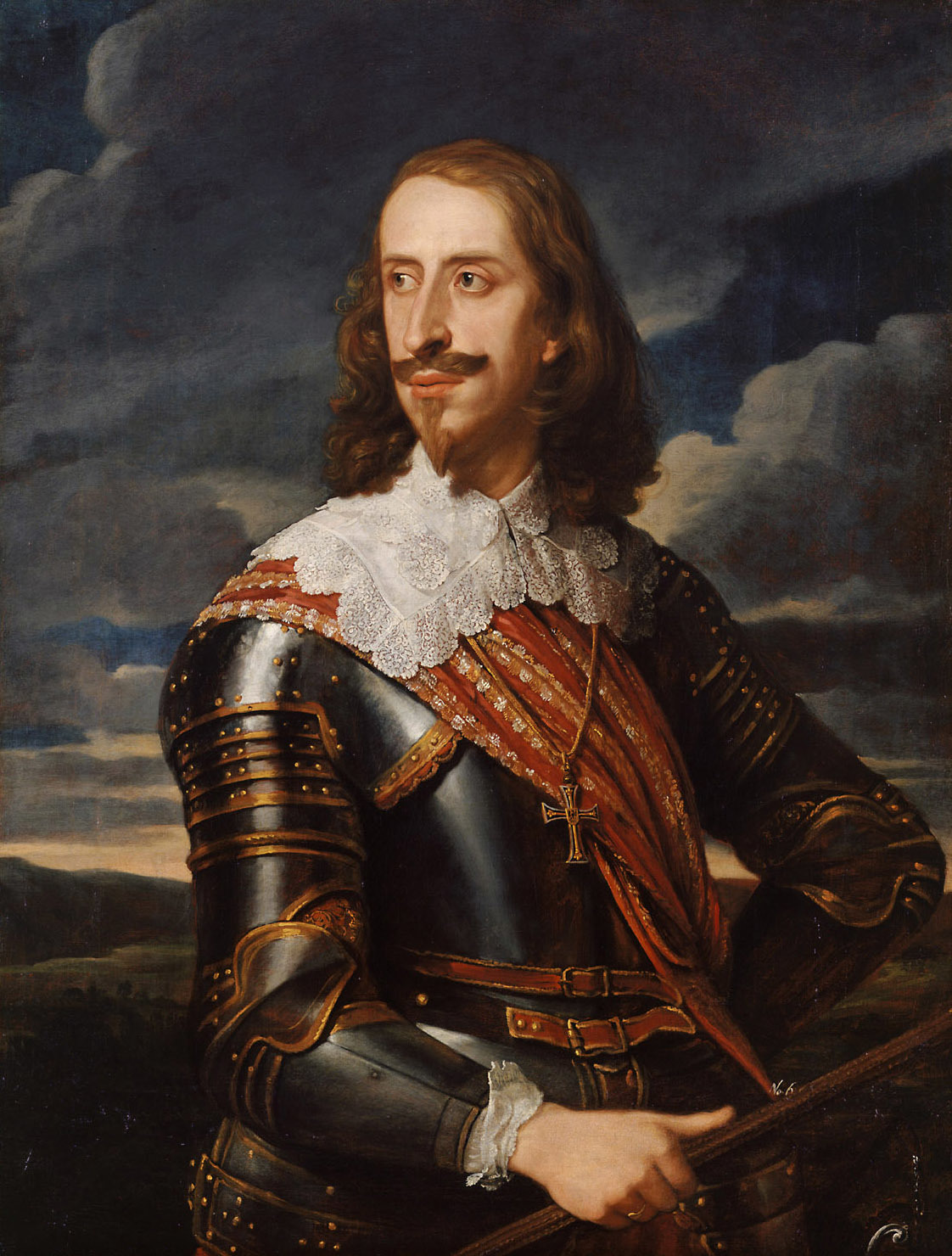
Leopold I. Vilém (* 5. ledna)

- 05. ledna – Leopold I. Vilém Habsburský, nejmladší syn císaře Ferdinanda II. († 20. listopadu 1662)
- 14. února – John Wilkins, anglikánský duchovní, přírodovědec, matematik, teolog a spisovatel († 19. listopadu 1672)
- 23. března – Džahanara Begum, mughalská princezna a dcera císaře Šáhdžahána († 16. září 1681)
- 25. března – Juan Carreño de Miranda, španělský malíř barokního období († 3. října 1685)
- 25. dubna – Marc'Antonio Pasqualini, italský operní zpěvák kastrát z období baroka († 2. července 1691)
- 15. července – David Rebentrost, německý evangelicko-luteránský farář a botanik († 15. prosince 1703)
- 13. srpna – August Sasko-Weissenfelský, sasko-weissenfelský vévodou z rodu Wettinů († 4. června 1680)
- 20. září – Martino Martini, jezuitský misionář v Číně († 6. června 1661)
- 05. prosince – Girolama Mazzarini, sestra francouzského kardinála Mazzarina († 29. prosince 1656)
- 16. prosince – Eberhard III. Württemberský, württemberský vévoda († 2. července 1674)
- neznámé datum
  - Henry More, anglický filozof († 1. září 1687)
  - Jean-Baptiste Boësset, francouzský hudební skladatel († 25. prosince 1685)
  - Giovanni Battista De Luca, italský duchovní a významný odborník v oboru kanonického práva († 5. února 1683)
  - Jacob van Loo, nizozemský malíř, kreslíř a rytec († 26. listopadu 1670)
  - Ayşe Hatun, manželka osmanského sultána Murada IV. († 1680)

## Úmrtí
Česko
- 16. února – Jaroslav II. Smiřický ze Smiřic, nejbohatší český šlechtic své doby (* 1588)
- 20. února – Jiří Barthold Pontanus z Breitenberka, básník, prozaik, historik a církevní hodnostář (* 1550)
- 23. března – Lukrecie Nekšovna z Landeku, moravská šlechtična, majitelka panství Vsetín, Lukov a Rymice (* 1582/84)
- 02. dubna – Bedřich Kašpar Colonna z Felsu, šlechtic (* kolem 1575)
- 24. dubna – Albrecht Václav Smiřický ze Smiřic, šlechtic (* 1590)
- 21. června – Bartholomaeus Scultetus, zhořelecký radní a purkmistr (* 14. května 1540)
- 24. srpna – Jakob Chimarrhäus z Roermundu, 48. probošt litoměřické kapituly (* 1540–50)
- 27. prosince – Bartoloměj Paprocký z Hlohol a Paprocké Vůle, český a polský historik, heraldik a genealog (* 1540/43)

Svět

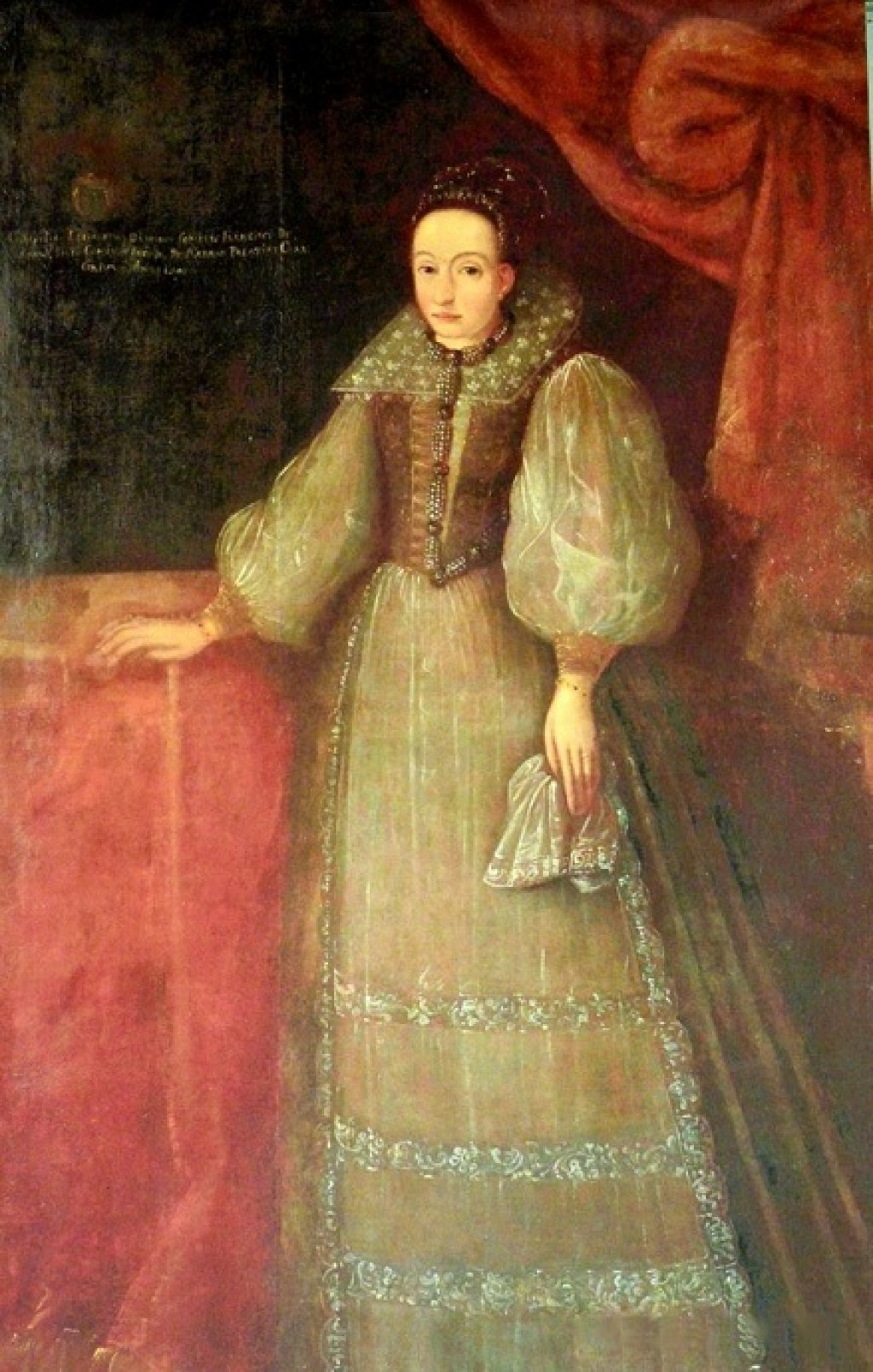
Alžběta Báthoryová († 21. srpna)

- 02. dubna – Jindřich I. z Montmorency, vévoda z Montmorency a maršál Francie (* 15. června 1534)
- 07. dubna – El Greco, malíř, sochař a architekt řeckého původu (* 1541)
- 14. července – Svatý Kamil de Lellis, patron nemocných a umírajících (* 25. května 1550)
- 15. července –Pierre de Bourdeilles, abbé de Brantôme, francouzský zapisovatel událostí a historik (* kolem 1540)
- 03. srpna – František Bourbon-Conti, francouzský šlechtic (* 19. srpna 1558)
- 11. srpna – Lavinia Fontana, italská malířka manýrismu (* 24. srpna 1552)
- 21. srpna – Alžběta Báthoryová, známá jako Čachtická paní (* asi 7. srpna 1560)
- 22. srpna – Filip Ludvík Falcko-Neuburský, falcko-neuburský hrabě (* 2. října 1547)
- 26. října – Sibyla Anhaltská, princezna Anhaltská a vévodkyně württemberská (* 28. září 1564)
- 27. září – Felice Anerio, italský skladatel pozdní renesance (* 1560)
- 15. listopadu – Kateřina, vévodkyně z Braganzy, portugalská infantka (* 18. ledna 1540)
- neznámé datum
  - Marina Mniszková, manželka Lžidimitrije I, ruská carevna (* 1588)
  - Jovan Kantul, srbský patriarcha (* ?)
  - Pedro Fernandes de Queirós, portugalský mořeplavec (* 1563)
  - Nasuh Paša, osmanský státník a velkovezír (* ?)
  - Císařovna vdova Li, jedna z vedlejších manželek císaře Lung-čchinga (* 1546)
  - Ču I-liou, čtvrtý syn čínského císaře Lung-čchinga (* 1568)
  - Šen Š’-sing, čínský politik mingského období (* 1534)

## Hlavy států
- Anglie – Jakub I. Stuart (1603–1625)
- Francie – Ludvík XIII. (1610–1643)
- Habsburská monarchie – Matyáš Habsburský (1612–1619)
- Morava – Karel starší ze Žerotína
- Osmanská říše – Ahmed I. (1603–1617)
- Polsko-litevská unie – Zikmund III. Vasa (1587–1632)
- Rusko – Michail I. (1613–1645)
- Španělsko – Filip III. (1598–1621)
- Švédsko – Gustav II. Adolf (1611–1632)
- Papež – Pavel V. (1605–1621)
- Perská říše – Abbás I. Veliký